# Afrixalus clarkei
Afrixalus clarkei là một loài ếch trong họ Hyperoliidae. Tên tiếng Anh của nó là Clarke's banana frog. Nó là loài đặc hữu của Ethiopia. Các môi trường sống tự nhiên của chúng là các khu rừng khô nhiệt đới hoặc cận nhiệt đới, các khu rừng vùng núi ẩm nhiệt đới hoặc cận nhiệt đới, đầm nước, đầm nước ngọt có nước theo mùa, các đồn điền cà phê, và các khu rừng trước đây bị suy thoái nặng nề.
Nó bị đe dọa do mất môi trường sống.